# Ernest Sterckx
Ernest Sterckx (Westerlo, 1 de desembre de 1922 - Lovaina, 3 de febrer de 1975) va ser un ciclista belga que fou professional entre 1943 i 1958. Durant la seva carrera professional aconseguí més de 115 victòries, bona part d'elles en carreres d'un dia disputades al seu país. Amb tres edicions guanyades a la Het Volk lidera el palmarès d'aquesta clàssica belga. També destaquen la Gant-Wevelgem de 1946 i la Fletxa Valona de 1947.

## Palmarès
- 1944
  - 1r a la Volta a Limburg
- 1946
  - 1r a la Gant-Wevelgem
  - 1r a la Gullegem Koerse
- 1947
  - 1r a la Fletxa Valona
  - 1r a la París-Brussel·les
  - 1r a la Brussel·les-Ingooigem
- 1948
  - 1r a De Drie Zustersteden
- 1949
  - 1r a la Volta a Bèlgica
  - 1r a la Nokere-Koerse
- 1950
  - 1r a la Copa Sels
- 1951
  - 1r a la Grote Scheldeprijs
- 1952
  - 1r a la Het Volk
- 1953
  - 1r a la Het Volk
  - Vencedor de 2 etapes a la Volta a Bèlgica
- 1955
  - 1r a la Volta a Limburg
- 1956
  - 1r a la Het Volk